# Corypha utan
Corypha utan là loài thực vật có hoa thuộc họ Arecaceae. Loài này được Lam. mô tả khoa học đầu tiên năm 1786.

## Hình ảnh

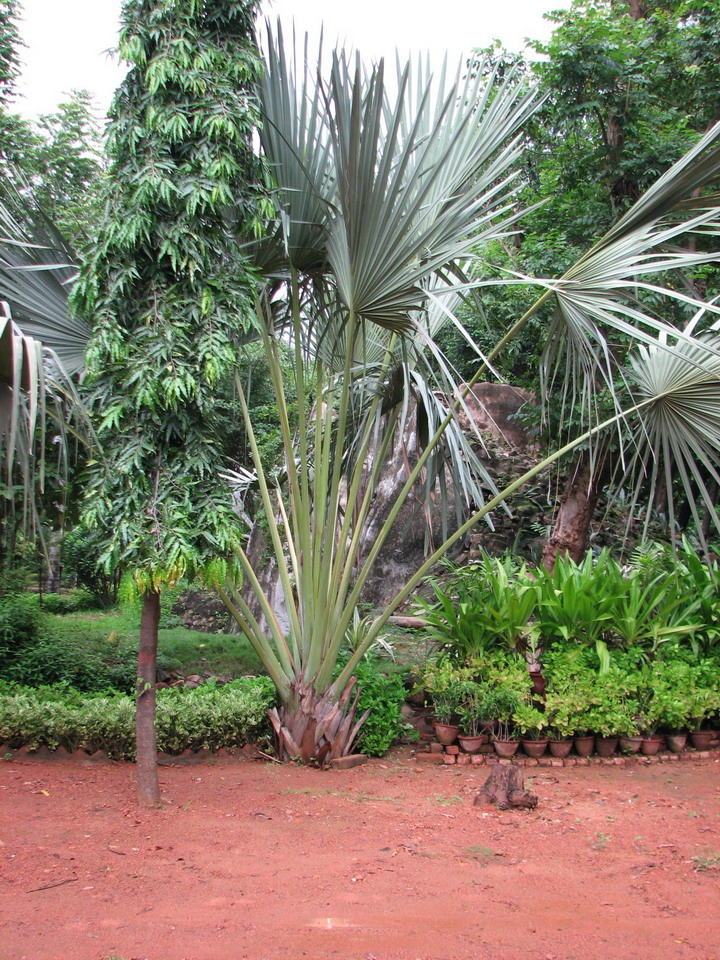
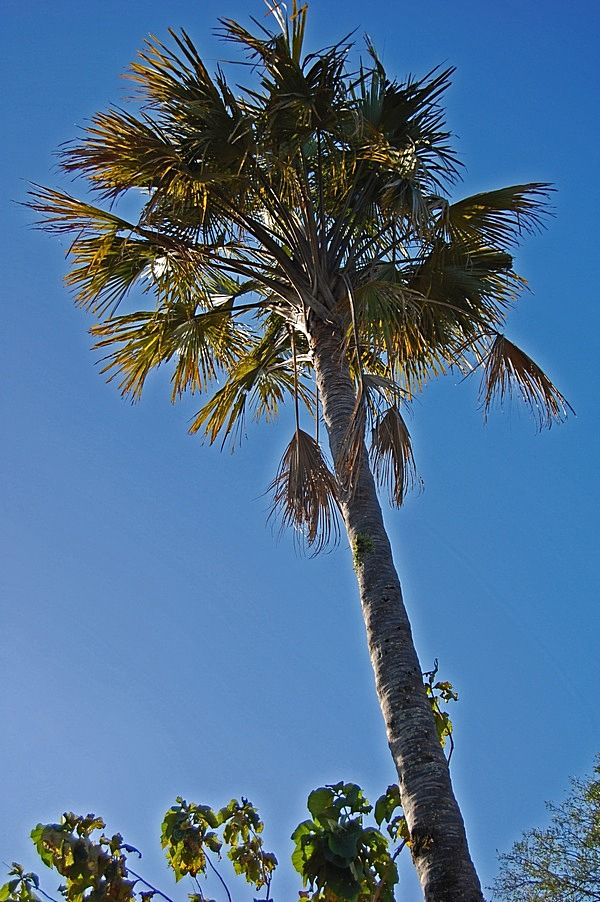
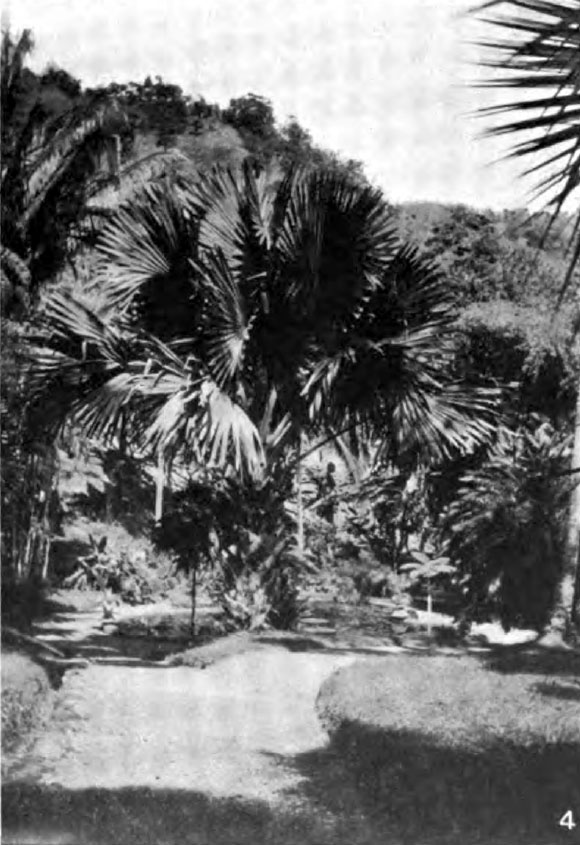
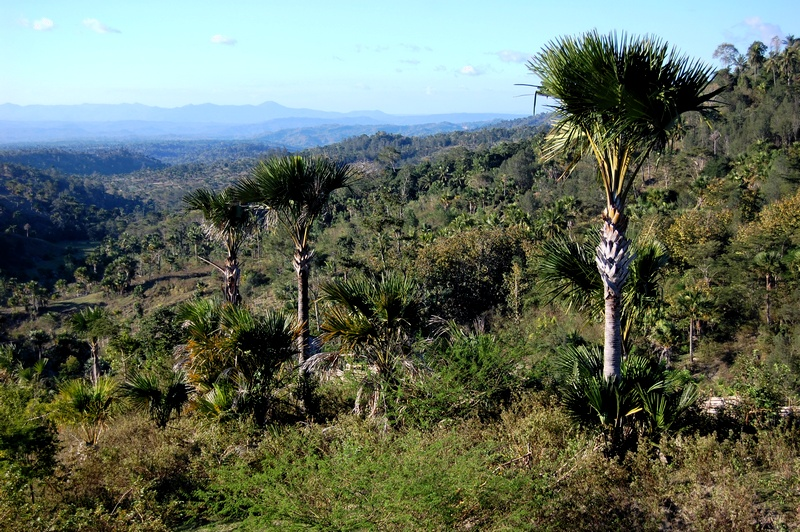